# Strobilanthes pedicellatus
Strobilanthes pedicellatus är en akantusväxtart som beskrevs av Ridley. Strobilanthes pedicellatus ingår i släktet Strobilanthes och familjen akantusväxter. Inga underarter finns listade i Catalogue of Life.